# Danska na Svetovnem prvenstvu v hokeju na ledu 2006
Danska na Svetovnem prvenstvu v hokeju na ledu 2006 je bila na začetku prvenstva razporejena v Skupino D Elitne divizije (skupaj s Kanado, ZDA in Norveško).

## Člani reprezentance
Vodstvo
- Selektor: Kim Pedersen

Igralci
- vratarji: Patrick Galbraith, Michael Madsen, Peter Hirsch
- branilci: Rasmus Pander, Mads Bödker, Daniel Nielsen, Jesper Damgaard, Christian Schioldan, Andreas Andreasen, Morten Dahlmann, Thomas Johnsen
- napadalci: Kasper Degn, Bo Nordby-Andersen, Michael Smidt, Peter Regin, Morten Green, Frans Nielsen, Christoffe Kjärgaard, Jannik Hansen, Thomas Reinert, Kim Staal, Jens Nielsen, Morten Madsen, Martin Pyndt

## Tekme
| Reprezentanca | Rezultat | Reprezentanca | Skupina             | Datum        |
| Danska        | 3:5      | Kanada        | Skupina D           | 5. maj 2006  |
| ZDA           | 3:0      | Danska        | Skupina D           | 7. maj 2006  |
| Norveška      | 6:3      | Danska        | Skupina             | 9. maj 2006  |
| Slovenija     | 3:3      | Danska        | Skupina za obstanek | 12. maj 2006 |
| Italija       | 0:5      | Danska        | Skupina za obstanek | 13. maj 2006 |
| Danska        |          | Kazahstan     | Skupina za obstanek | 15. maj 2006 |
| ------------- | -------- | ------------- | ------------------- | ------------ |